# Cyathea povedae
Cyathea povedae är en ormbunkeart som beskrevs av A. Rojas. Cyathea povedae ingår i släktet Cyathea och familjen Cyatheaceae. Inga underarter finns listade.